# Kissing a Fool
Kissing a Fool (no Brasil, Namoro a Três), é um filme de comédia romântica de 1998, dirigido por Doug Ellin e protagonizado por David Schwimmer, Jason Lee e Mili Avital. Seu roteiro é baseado no conto "El Curioso Impertinente" do livro Don Quixote.

## Sinopse
Max (David Schwimmer), um mulherengo e comentarista esportivo, e Jay, um escritor deprimido, são amigos desde a infância. Ouvindo todos os dias a conversa de Max de que quer ter um relacionamento sólido, Jay apresenta a ele sua companheira de trabalho, Samantha Andrews (Mili Avital). Os dois engatam um romance e acabam virando noivos duas semanas depois. Mesmo assim, Max chega a pensar que Samantha seja a última mulher com quem ele se relaciona e propõe um teste: Jay tem que dar em cima de Samantha. Se Samantha não entregar os pontos, Max continuará com a ideia do casamento. Jay se recusa a fazer isso, e continua a ter uma relação profissional com Samantha, porém, chega um certo ponto em que os dois descobrem que estão apaixonados.

## Elenco
- David Schwimmer: Max Abbitt
- Jason Lee: Jay Murphy
- Mili Avital: Samantha Andrews
- Bonnie Hunt: Linda Streicher
- Vanessa Angel: Natasha
- Kari Wührer: Dara
- Frank Medrano: Cliff Randal
- Bitty Schram: Vicki Pelam
- Judy Greer: Andrea

## Repercussão
O filme não foi bem de crítica e nem de bilheteria, mesmo tendo como protagonista David Schwimmer, que na época pertencia à série Friends.

## Prêmios e indicações
Kissing a Fool foi indicado aos The Stinkers Bad Movie Awards na categoria "Pior Penteado" para o ator Jason Lee.

## Trilha sonora
A trilha sonora do filme foi lançada em 24 de Março de 1998. A maior parte do álbum é composto por canções instrumentais escritas por Joseph Vitarelli. As que não são instrumentais são interpretadas pela banda The Mighty Blue Kings e pela cantora Etta James.
| N.º | Título                       | Compositor(es)            | Intérprete            | Duração |  |
| 1.  | "Baby Drives Me Wild"        | Ross Bon                  | The Mighy Blue Kings  | 2:17    |  |
| 2.  | "Leaving Town"               | Joseph Vitarelli          |                       | 1:49    |  |
| 3.  | "The Girl Who Is"            | Joseph Vitarelli          |                       | 3:41    |  |
| 4.  | "The Green Mill"             | Joseph Vitarelli          | The Mighty Blue Kings | 3:40    |  |
| 5.  | "Spark of Life"              | Ross Bon, Donny Nichilo   | The Mighty Blue Kings | 4:16    |  |
| 6.  | "Here She Comes"             | Joseph Vitarelli          |                       | 0:29    |  |
| 7.  | "Visiting Natasha"           | Joseph Vitarelli          |                       | 2:06    |  |
| 8.  | "Bad Date"                   | Joseph Vitarelli          |                       | 3:22    |  |
| 9.  | "Grinnin' Like a Chessy Cat" | Ross Bon                  | The Mighty Blue Kings | 3:27    |  |
| 10. | "Pure Rental"                | Joseph Vitarelli          |                       | 1:26    |  |
| 11. | "Jay Alone"                  | Joseph Vitarelli          |                       | 0:52    |  |
| 12. | "Martinis"                   | Joseph Vitarelli          |                       | 3:58    |  |
| 13. | "The Toast"                  | Joseph Vitarelli          |                       | 1:28    |  |
| 14. | "At Last"                    | Mack Gordon, Harry Warren | Etta James            | 3:00    |  |

Outras canções que tocaram no filme, porém não foram incluídos na trilha sonora:
- "We Are In Love" - Harry Connick, Jr.
- "Ready For Love" - Bad Company
- "All Out Of Love" - Air Supply
- "Learn To Love" - Harry Connick, Jr.
- "Last" - Gravity Kills
- "Crazy" - Cordrazine
- "Be Your Own" - Rebekah